# 노부히토 친왕비 기쿠코

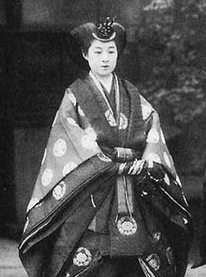
1930년의 기쿠코 친왕비

노부히토 친왕비 기쿠코(일본어: 宣仁親王妃喜久子, 1911년 12월 26일 ~ 2004년 12월 18일)는 일본의 황족으로 다카마쓰노미야 노부히토 친왕의 비이다. 혼인 전의 이름은 도쿠가와 기쿠코(徳川喜久子).
조부는 옛 에도 막부 마지막 쇼군이었던 공작 도쿠가와 요시노부, 아버지는 요시노부의 7남 공작 도쿠가와 요시히사(徳川慶久)이며 어머니는 미에코(實枝子, 아리스가와노미야 다케히토 친왕의 딸)이다.
신위는 친왕비. 어인(御印)은 거북이다. 노부히토 친왕 사이에는 후사가 없었다.